# Municipio de Salaspils
El municipio de Salaspils (en Letón: Salaspils novads) es uno de los 36 municipios de Letonia, que abarca una pequeña porción del territorio de dicho país báltico. Fue creado durante el año 2004 después de una reorganización territorial. La capital es la villa de Salaspils, donde viven tres cuartas partes de la población municipal.

## Subdivisiones
- Salaspils (villa con zona rural)

## Población y territorio
Su población se encuentra compuesta por un total de 22.810 personas (2009). La superficie de este municipio abarca una extensión de territorio de unos 126,9 kilómetros cuadrados. La densidad poblacional es de 179,75 habitantes por cada kilómetro cuadrado.